# Eric Woolfson
Eric Norman Woolfson (Glasgow, 18 de março de 1945 — Londres, 2 de dezembro de 2009) foi um músico escocês. Tendo co-fundado o conjunto o grupo The Alan Parsons Project, Woolfson atuou como cantor, compositor, letrista, pianista e produtor.
Depois de deixar o conjunto, Woolfson desenvolveu carreira como músico teatral.

## Início da Carreira
Woolfson foi criado em Glasgow e começou a compor ainda na adolescência. Aos 18 anos de idade, mudou-se para Londres, onde arranjou trabalho como pianista de estúdio. Descoberto pelo produtor de discos dos Rolling Stones, começou a escrever canções que foram gravadas por artistas como Marianne Faithfull, The Tremeloes e Marmalade. Suas canções foram gravadas por mais de cem artistas tanto na Europa quanto nos Estados Unidos.
Em 1971 gravou um compacto sob o pseudônimo Eric Elder com as canções "San Tokay" e "Sunflower".
Em seguida, Woolfson passou a se dedicar à carreira de agente obtendo sucesso imediato, já que seus dois primeiros clientes foram Carl Douglas e Alan Parsons.

## The Alan Parsons Project
Com a criação do The Alan Parsons Project, em 1975, Eric e Alan estabeleceram um tipo de colaboração até então inédito na música popular. Essa colaboração uniu a habilidade de Alan Parsons como engenheiro de som e produtor musical com o talento de Eric como compositor e letrista. Entre 1976 e 1987, os dois artistas colaboraram na concepção, criação e composição de dez álbuns, vendendo mais de 40 milhões de discos.
Dada a natureza incomum do grupo, sem uma formação constante, para cada canção Eric gravava uma interpretação vocal que servia de referência para o cantor que fosse convidado para gravar a faixa. O próprio Eric foi o vocalista principal de várias das canções de maior sucesso do grupo, como "Time", "Don't Answer Me" e "Eye in the Sky".

## Continuidade da Carreira
Durante as gravações de Freudiana, que deveria ser o décimo-primeiro álbum do The Alan Parsons Project, a colaboração com Alan Parsons foi encerrada, pois Eric desejava muito explorar as possibilidades de peças teatrais musicais e acabou direcionando o trabalho do álbum para esse fim. O musical, que foi encenado em Viena em 1990, foi muito bem sucedido, e o álbum correspondente foi lançado um pouco antes da estreia da peça.
Eric explica essa mudança em sua carreira em uma entrevista de 2004, contando que trabalhou no The Alan Parsons Project utilizando-o como um veículo para seu veio de compositor, trabalhando em álbuns conceituais, mas que sentiu que havia mais do que isso a ser feito, e encontrou nas peças teatrais musicais a mídia mais adequada ao seu estilo autoral.
Depois de Freudiana, que falava sobre Sigmund Freud, Eric realizou seu segundo musical Gaudi, sobre o arquiteto catalã Antoni Gaudí em 1995. O terceiro musical foi Gambler, que estreou na Alemanha em 1996 e cuja montagem original foi encenada mais de 500 vezes.
Ainda, Eric desenvolveu o musical Edgar Allan Poe, baseado na vida de Edgar Allan Poe, e Dancing with Shadows, que estreou na Coreia do Sul em 2007.

## Morte
Eric Woolfson faleceu em 2 de dezembro de 2009, após uma longa batalha contra o câncer. Deixou sua esposa Hazel e duas filhas.

## Discografia

### Como artista solo
- 1971 San Tokay b/w Sunflower (como ERIC ELDER) Reino Unido e US Philips (arranjado e produzido por 10cc)
- 1990 Freudiana (com a formação do The Alan Parsons Project)
- 1991 Black Freudiana - Deutsche Originalaufnahme (trilha sonora musical austríaca original)
- 1995 Gaudi (Musical)
- 1997 Gambler (Das Geheimnis der Karten)
- 2003 Poe: More Tales of Mystery and Imagination
- 2007 Dancing Shadows
- 2009 The Alan Parsons Project That Never Was
- 2009 Edgar Allan Poe: A Musical
- 2013 Somewhere in the Audience, lançado em 18 de março de 2013, o aniversário do aniversário de Woolfson

### Como parte The Alan Parsons Project
- 1976 Tales of Mystery and Imagination
- 1977 I Robot
- 1978 Pyramid
- 1979 Eve
- 1980 The Turn of a Friendly Card
- 1982 Eye in the Sky
- 1983 Ammonia Avenue
- 1984 Vulture Culture
- 1985 Stereotomy
- 1987 Gaudi
- 2014 The Sicilian Defence (gravado em 1979)